# Ignacy Ludwik Jabłkowski
Ignacy Ludwik Jabłkowski herbu Wczele – rotmistrz chorągwi 2. Brygady Kawalerii Narodowej Jana Eryka Potockiego w 1791 roku, szef szwadronu 4. pułku jazdy armii Księstwa Warszawskiego, podpułkownik powstania listopadowego, szef sztabu pospolitego ruszenia województwa podlaskiego.